# Frías de Albarracín
Frías de Albarracín és un municipi d'Aragó situat al peu dels Monts Universals, a la província de Terol i enquadrat a la comarca de la Serra d'Albarrasí. El poble està al mig dels Monts Universals.